# SOCAR-Azerbaijan
SOCAR-Azerbaijan – azerski klub szachowy z siedzibą w Baku, dwukrotny zwycięzca Pucharu Europy.

## Historia
Klub powstał w 2010 roku i w tym samym roku zadebiutował w Pucharze Europy, będąc wówczas najsilniejszą drużyną w rozgrywkach pod względem rankingu. Był to ponadto pierwszy w historii klub reprezentujący Azerbejdżan w Pucharze Europy. W inauguracyjnym sezonie Pucharu Europy SOCAR zajął czwarte miejsce po pięciu zwycięstwach, remisie z SzSM-64 Moskwa i porażce z Ekonomistem-SGSEU Saratów. W następnej edycji Pucharu Europy azerski zespół uzyskał drugie miejsce, za Petersburgiem; klub wygrał wówczas sześć spotkań i przegrał z Bosną Sarajewo. W 2012 roku w pierwszej rundzie SOCAR przegrał z Ashdod City Club, a następnie wygrał sześć spotkań z rzędu: z Gambitem Skopje, Oslo SS, SG Zürich, G-Teamem Nový Bor, Petersburgiem i Tomsk-400. Te wyniki zapewniły zespołowi triumf w rozgrywkach. W kadrze drużyny znajdowali się wówczas Teymur Rəcəbov, Şəhriyar Məmmədyarov, Weselin Topałow, Aleksandr Griszczuk, Gata Kamski, Emil Sutowski, Eltac Səfərli i Qədir Hüseynov. W 2013 roku SOCAR zakończył zmagania z Pucharze Europy za G-Teamem Nový Bor i Małachitem Jekaterynburg, w trakcie rozgrywek m.in. przegrywając z czeskim klubem i remisując z Petersburgiem. W sezonie 2014 azerski zespół po raz drugi wygrał Puchar Europy. Szachiści klubu odnieśli komplet zwycięstw, pokonując kolejno SK Team Viking, SzSM Moskwa, Oslo SS, G-Team Nový Bor, Obiettivo Risarcimento Padova, Małachit Jekaterynburg i Petersburg. W 2015 roku SOCAR-Azerbaijan po raz ostatni uczestniczył w Pucharze Europy. Klub zajął wówczas drugą pozycję, za Sibirem Nowosybirsk, przegrał także z tym klubem w bezpośrednim meczu. SOCAR zremisował ponadto z Miednym Wsadnikiem Petersburg, wygrywając pozostałe pięć spotkań.

## Arcymistrzowie w historii klubu
Źródło: OlimpBase

- Michael Adams
- / Fabiano Caruana
- Anisz Giri
- Aleksandr Griszczuk
- Qədir Hüseynov
- Gata Kamski
- Rustam Kasimdjanov
- Anton Korobow
- Rauf Məmmədov
- Şəhriyar Məmmədyarov
- Teymur Rəcəbov
- Eltac Səfərli
- Aleksiej Szyrow
- Emil Sutowski
- Weselin Topałow
- Maxime Vachier-Lagrave
- Wang Hao
- Andrij Wołokitin